# سیارک ۱۵۹۸
سیارک ۱۵۹۸ (به انگلیسی: 1598 Paloque، نامگذاری:1950CA) هزار و پانصد و نود و هشتمین سیارک کشف شده‌است که در ۱۱ فوریه ۱۹۵۰ و در الجزیره کشف شد.
قدر مطلق سیارک برابر ۱۲٫۲۰ است.